# Bocha nos Jogos Paralímpicos de Verão de 2020
As competições de bocha nos Jogos Paralímpicos de Verão de 2020 foram disputadas entre 28 de agosto e 4 de setembro de 2021 no Olympic Gymnastics Centre, em Tóquio, Japão. Foram sete eventos, sendo quatro individuais, dois eventos em duplas e um evento em time.

## Classificação
Os atletas competem em diferentes eventos, dependendo do seu tipo de deficiência:
- BC1 - Paralisia cerebral: Disfunção locomotora que afeta todo o corpo, usa as mãos ou os pés para impulsionar a bola em jogo. Pode ser acompanhado por um assessor.
- BC2 - Paralisia cerebral: Disfunção locomotora que afeta todo o corpo, usa somente as mãos para impulsionar a bola em jogo. Não pode ser acompanhado por um assessor.
- BC3 - Paralisia cerebral ou outra deficiência: Disfunção locomotora nos quatro membros do corpo, usa a ajuda de uma rampa para impulsionar a bola em jogo. Pode ser acompanhado por um assessor.
- BC4 - Distrofia muscular ou tetraplegia: Disfunção locomotora nos quatro membros do corpo, usa somente as mãos para impulsionar a bola em jogo. Não pode ser acompanhado por um assessor.

## Eventos
Nesta competição, todos os eventos da bocha são mistos, ou seja, há a participação de homens e mulheres nos mesmos eventos. Foram quatro eventos individuais, dois eventos em duplas e um evento em equipe.
| Classificação | Eventos    | Eventos | Eventos |
| Classificação | Individual | Duplas  | Equipe  |
| ------------- | ---------- | ------- | ------- |
| BC1           | ●          | —       | ●       |
| BC2           | ●          | —       | ●       |
| BC3           | ●          | ●       | —       |
| BC4           | ●          | ●       | —       |

## Resultados

### BC1 Individual
Na modalidade BC1, na fase de grupos, ocorrida entre 28 e 30 de agosto de 2021, houve 4 grupos. Andreza Vitória ficou no Grupo A, Guilherme Moraes ficou no Grupo C, e ambos foram eliminados nessa fase. Já José Carlos Chagas de Oliveira ficou no Grupo D e ganhou os três jogos que disputou. Na segunda fase da competição, José Carlos terminou em terceiro lugar, obtendo a medalha de bronze.

## Medalhistas
| Evento                   | Ouro                                                                                  | Prata                                                          | Bronze                                                                   |
| ------------------------ | ------------------------------------------------------------------------------------- | -------------------------------------------------------------- | ------------------------------------------------------------------------ |
| BC1 (Detalhes)           | David Smith GBR Grã-Bretanha                                                          | Chew Wei Lun MAS Malásia                                       | José Carlos Chagas de Oliveira BRA Brasil                                |
| BC2 (Detalhes)           | Hidetaka Sugimura JPN Japão                                                           | Watcharaphon Vongsa THA Tailândia                              | Maciel Santos BRA Brasil                                                 |
| BC3 (Detalhes)           | Adam Peška CZE República Checa                                                        | Grigorios Polychronidis GRE Grécia                             | Daniel Michel AUS Austrália                                              |
| BC4 (Detalhes)           | Samuel Andrejčík SVK Eslováquia                                                       | Pornchok Larpyen THA Tailândia                                 | Leung Yuk Wing HKG Hong Kong                                             |
| Pares BC3 (Detalhes)     | Jeong Ho-won Kim Han-soo Choi Ye-jin KOR Coreia do Sul                                | Kazuki Takahashi Keisuke Kawamoto Keiko Tanaka JPN Japão       | Grigorios Polychronidis Anna Ntenta Anastasia Pyrgiotis GRE Grécia       |
| Pares BC4 (Detalhes)     | Samuel Andrejčík Michaela Balcová Martin Strehársky SLO Eslovênia                     | Leung Yuk Wing Vivian Lau Wai-yan Wong Kwan Hang HKG Hong Kong | Sergey Safin Ivan Frolov Daria Adonina RPC Comitê Paralímpico Russo      |
| Equipes BC1-2 (Detalhes) | Witsanu Huadpradit Worawut Saengampa Watcharaphon Vongsa Subin Tipmanee THA Tailândia | Zhang Qi Yan Zhiqiang Lan Zhijian CHN China                    | Takumi Nakamura Hidetaka Sugimura Yuriko Fujii Takayuki Hirose JPN Japão |